# L'Avion (film)
Pour les articles homonymes, voir Avion (homonymie).
Pour plus de détails, voir Fiche technique et Distribution.
L'Avion est un film dramatique germano-français coécrit et réalisé par Cédric Kahn, sorti en 2005. Il s’agit de l’adaptation — assez éloignée — de la bande dessinée Charly de Denis Lapière et Magda Seron.

## Synopsis
Le film mélange réalisme, rêve et fantastique. Charly, un petit garçon de huit ans reçoit à Noël une grande maquette d'avion, son père meurt peu après et le garçon s'aperçoit que l'avion est « vivant ». Il arrive à le dompter et part, avec son aide, à la recherche de son père.

## Fiche technique
- Titre français : L'Avion
- Réalisation : Cédric Kahn
- Scénario : Ismaël Ferroukhi, Cédric Kahn, Denis Lapière, Gilles Marchand et Raphaëlle Valbrune, d'après la bande dessinée Charly de Denis Lapière et Magda Seron
- Costumes : Pascaline Chavanne
- Photographie : Michel Amathieu
- Montage : Noëlle Boisson
- Musique : Gabriel Yared
- Production : Olivier Delbosc et Marc Missonnier
- Sociétés de production : Fidélité Productions ; Akkord Film Produktion GmbH, Pathé Distribution et France 3 Cinéma (coproductions)
- Sociétés de distribution :  Pathé Distribution (France) ; Farbfilm Verleih GmbH (Allemagne), Alternative Films (Belgique), Alliance Vivafilm (Québec), Pathé Films AG (Suisse romande)
- Pays d’origine :  France /  Allemagne
- Langue originale : français
- Format : couleur - 35 mm - 2,35:1 (Vistavision)- Son Dolby numérique
- Genre : drame
- Durée : 100 minutes
- Dates de sortie :
  - Belgique, France, Suisse romande : 20 juillet 2005
  - Québec : 20 février 2006
  - Allemagne : 3 mai 2007

## Distribution
- Roméo Botzaris : Charly
- Isabelle Carré : Catherine, sa mère
- Vincent Lindon : Pierre, son père
- Nicolas Briançon : Xavier
- Alicia Djemaï : Mercedes
- Marc Sedze : le jeune éleveur
- Mado Sedze : la fermière
- Rodolphe Pauly : l’instituteur
- Marlène Casaux-Glaire : la bonne élève
- Jean-Marc Stehlé : le grand-père de Charly

## Production
Le scénario est librement adapté de la bande dessinée Charly, son scénariste Denis Lapière a participé à l'adaptation qui s'éloigne notablement des quatre premiers albums dessinés par Magda Seron.

## Note
Le prénom du père n'est pas Pierre, mais Patrick dans la BD.

## Distinctions

### Récompenses
- Panorama du cinéma français en Chine 2007 : sélection de films français (hors compétition) — Meilleur film
- Festival du film français de Richmond 2007 : sélection « Longs-métrages » — Meilleur long-métrage

### Nominations et sélections
- Festival BFI du film de Londres 2005 : sélection officielle
- Festival du film de Turin 2005 : sélection officielle (hors compétition)
- Festival du film français au Japon 2007 : sélection officielle